# Gruczoł międzyszczękowy
Gruczoł międzyszczękowy – gruczoł występujący u płazów, położony w ścianie przedniej części podniebienia, między nozdrzami. Jego śluzowata wydzielina czyni powierzchnię języka lepką.